# Hartville, Missouri
Hartville är administrativ huvudort i Wright County i Missouri. Orten fick sitt namn efter grundaren Isaac Hart. Orten drabbades hårt av slaget vid Hartville i amerikanska inbördeskriget.